# UFC on ESPN: Kattar vs. Chikadze
UFC on ESPN: Kattar vs. Chikadze（ユーエフシー・オン・イーエスピーエヌ：ケイター・バーサス・チカゼ、別名UFC on ESPN 32）は、アメリカ合衆国の総合格闘技団体「UFC」の大会の一つ。2022年1月15日、ネバダ州ラスベガスのUFC APEXで開催された。

## 大会概要
本大会はカルヴィン・ケイターとギガ・チカゼのフェザー級戦が組まれた。

## 試合結果

### プレリミナリーカード
第1試合 ライト級 5分3R
○  TJ・ブラウン vs.  チャールズ・ローザ ×
3R終了 判定3-0（29-28、29-28、29-28）
第2試合 フェザー級 5分3R
○  ブライアン・ケレハー vs.  ケビン・クルーム ×
3R終了 判定3-0（30-27、30-27、29-28）
第3試合 ウェルター級 5分3R
○  コート・マッギー vs.  ラミズ・ブラヒマイ ×
3R終了 判定3-0（30-27、30-27、30-27）
第4試合 ミドル級 5分3R
○  ジェイミー・ピケット vs.  ジョセフ・ホームズ ×
3R終了 判定3-0（29-28、29-28、29-28）

### メインカード
第5試合 フェザー級 5分3R
○  ビル・アルジオ vs.  ジョアンダーソン・ブリート ×
3R終了 判定3-0（30-27、29-28、29-28）
第6試合 ライト級 5分3R
○  ヴィチェスラフ・ボルシェフ vs.  ダコタ・ブッシュ ×
1R 3:47 TKO（左ボディブロー→パウンド）
第7試合 女子フライ級 5分3R
○  ケイトリン・チュケイギアン vs.  ジェニファー・マイア ×
3R終了 判定3-0（30-27、30-27、30-27）
第8試合 フライ級 5分3R
○  ブランドン・ロイバル vs.  ホジェリオ・ボントリン ×
3R終了 判定2-1（29-28、28-29、29-28）
第9試合 ヘビー級 5分3R
○  ジェイク・コリアー vs.  チェイス・シャーマン ×
1R 2:26 リアネイキドチョーク
第10試合 フェザー級 5分5R
○  カルヴィン・ケイター vs.  ギガ・チカゼ ×
5R終了 判定3-0（50-45、50-45、50-44）

### 各賞
ファイト・オブ・ザ・ナイト：カルヴィン・ケイター vs. ギガ・チカゼ
パフォーマンス・オブ・ザ・ナイト：ジェイク・コリアー、ヴィチェスラフ・ボルシェフ
各選手にはボーナスとして5万ドルが授与された。

### カード変更
負傷などによるカードの変更は以下の通り。